# Rounder Records
Rounder Records je americké nezávislé hudební vydavatelství. Založili jej v roce 1970 tři univerzitní přátelé Ken Irwin, Bill Nowlin a Marian Leighton-Levy. Prvním albem, které společnost vydala, byla deska šestasedmdesátiletého banjisty George Pegrama. Později vydavatelství vydávalo například nahrávky od Jonathana Richmana (sedm alb), Douga Seegerse, George Thorogooda či JJ Calea. Roku 2010 vydavatelství zakoupila společnost Concord Music Group. V roce 2017 se prezidentem společnosti stal John P. Strohm.